# スヰート檸檬
『スヰート檸檬』（すいーとれもん）は、遊佐未森の2枚目のカバーアルバム。2008年1月23日にヤマハミュージックコミュニケーションズから発売された。規格品番：YCCW-10042。

## 概要
2002年リリースのカバーアルバム『檸檬』に引き続き、大正時代から昭和の流行歌（いわゆる「懐メロ」）のカバーを集めたアルバム。
デビュー20周年記念企画作品として制作され、発売と同時に特設サイト『スヰート檸檬.jp』が公開された（公開終了）。
ジャケット写真は、昭和レトロをイメージしたワンピース姿の遊佐の写真となっている。

## 収録曲
1. モン・パリ
  - 作詞：岸田辰弥、作曲：J.ボアイエ、V.スコット、オリジナル歌唱：宝塚少女歌劇団
2. 銀座カンカン娘
  - 作詞：佐伯孝夫、作曲：服部良一、オリジナル歌唱：高峰秀子
3. 港が見える丘
  - 作詞・作曲：東辰三、オリジナル歌唱：平野愛子
4. ゆらりろの唄
  - 作詞・作曲：三木鶏郎、オリジナル歌唱：藤山一郎
5. 青春サイクリング
  - 作詞：田中喜久子、作曲：古賀政男、オリジナル歌唱：小坂一也
6. 憧れは馬車に乗って
  - 作詞：清水みのる、作曲：平川浪竜
7. アルプスの牧場
  - 作詞：佐伯孝夫、作曲：佐々木俊一、オリジナル歌唱：灰田勝彦
8. 上総
  - 作詞：谷内六郎、作曲：中村八大、オリジナル歌唱：フランク永井
9. 花言葉の唄
  - 作詞：西條八十、作曲：池田不二男、オリジナル歌唱：松平晃・伏見信子
10. 憧れのハワイ航路
  - 作詞：石本美由起、作曲：江口夜詩、編曲：上田禎、オリジナル歌唱：岡晴夫